# Euphthiracarus incredibilis
Euphthiracarus incredibilis är en kvalsterart som beskrevs av Sandór Mahunka 1999. Euphthiracarus incredibilis ingår i släktet Euphthiracarus och familjen Euphthiracaridae. Inga underarter finns listade i Catalogue of Life.